# 鸟类保护

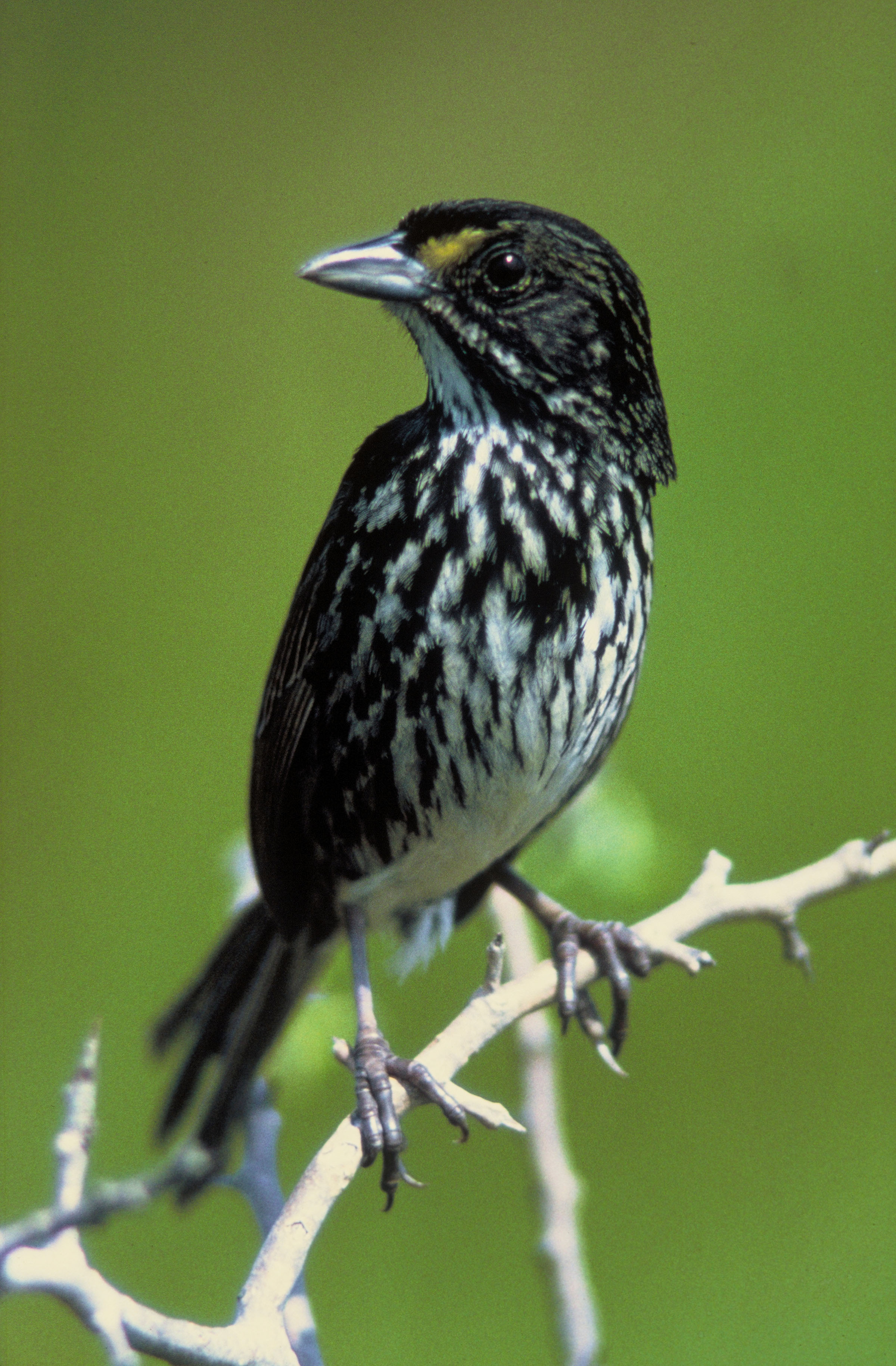
昏暗的海边麻雀的灭绝是由于栖息地丧失造成的。

鸟类保护是對受威胁鸟类相关的保保育生物学的一个领域。人类对许多鸟类帶來了許多不好的影响。其中，在美拉尼西亚、波利尼西亚和密克罗尼西亚群岛殖民时期，发生了最引人注目的人为灭绝，在此期间估计大約有 750-1,800 种鸟类灭绝。 据世界观察研究所称，目前全球许多鸟类数量正在减少，估計下个世纪将會有 1,200 种鸟类面临灭绝。 當中，最大原因是栖息地丧失。 其他原因還包括过度捕猎、由鳥擊引起的意外死亡、延繩捕魚兼捕、污染、和家猫的竞争和捕食。 石油泄漏和對農作物灑農藥以及气候变化也是其中的原因之一。各国政府与众多保护保育机构，都以各种不同的方式保护鸟类，包括立法、保护和恢复鸟类栖息地，以及設立圈养种群以供重新引入。
有关在史前和早期历史时期消失的鸟类，可参见晚第四纪史前鸟类，通常是由于人类活动（即，从旧石器时代晚期革命开始）。对于在现代（自 1500 年以来）已经灭绝的鸟类，请参阅已灭绝鸟类列表。

## 对鸟类的威胁

### 栖息地的丧失
受威胁鸟类面临的最严重威胁是棲息地破壞和棲地破碎化的問題。 森林、平原和其他自然系统因农业、矿山和城市发展的引入從而而喪失，沼泽 和其他 湿地，也因伐木， 導致许多物种的潜在栖息地減少。 此外，剩余的可供他們居住的區域往往太小或因修建道路或其他此类障碍而支离破碎，导致这些零碎的人口离岛区变得容易受到局部灭绝的影响。 此外，许多森林物种表现出分散和占据新森林碎片的能力有限（见 岛屿生物地理学). 然而热带雨林的減少才是最紧迫的问题，因为这些雨林拥有最多的物种，但在迅速被摧毁。 栖息地的丧失与一些灭绝有关，包括 象牙嘴啄木鸟 （因"重新发现"而有争议）, 黑胸蟲森鶯和海濱灰雀.

### 引进品种

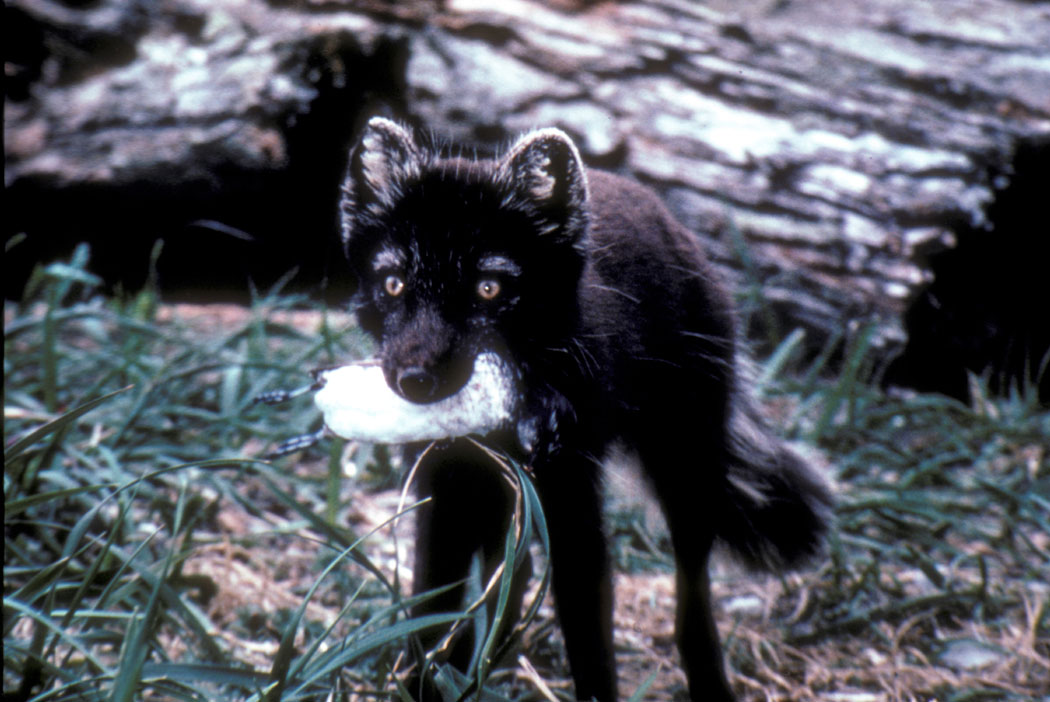
引入阿留申群岛的北极狐破坏了海雀种群。

从历史上看，外来物种造成的威胁最可能导致鸟类灭绝，特别是在岛屿上。大多数史前人类引起的灭绝也是孤立的。许多岛屿物种在没有捕食者的情况下进化，因此失去了许多反捕食者。 当人类环游世界时，他们带来了许多扰乱这些岛屿物种的外来动物。其中一些是不熟悉那裏的捕食者，如老鼠、野猫和猪，與其他當地的原有物種则是竞争对手，例如其他鸟类或退化繁殖栖息地的食草动物。疾病也可以发挥作用；外来禽疟疾被认为是夏威夷许多物种灭绝的主要原因。 渡渡鸟是最有名的一个物种的例子，它可能被外来物种驱赶到灭绝（尽管人类狩猎也起了作用），其他成为外来物种受害者的物种是史蒂芬島異鷯，毛島蜜雀和雷仙島葦鶯 。目前面临灭绝威胁的许多物种很容易受到外来物种的侵害，例如垂耳鴉屬 、查島鴝鶲、马里亚纳乌鸦和夏威夷鸭。
引进来历不明的俘虏可能对当地人口构成威胁。家禽已经威胁到地方性物种，例如Gallus g。 bankiva ，而诸如环颈雉鸡和来源不明的圈养雉鸡等野鸡已经逃到野外或被有意引入。从当地鸟类经销商处没收的类似混合来源的绿孔雀已被释放到有本地野生鸟类的地区。